# Hochstadt (Pfalz)
Pour les articles homonymes, voir Hochstadt.
Hochstadt (Pfalz) est une municipalité de la Verbandsgemeinde Offenbach an der Queich, dans l'arrondissement de la Route-du-Vin-du-Sud, en Rhénanie-Palatinat, dans l'ouest de l'Allemagne.